# 제이제이튜브
제이제이튜브는 샌드박스 네트워크의 키즈 크리에이터이자 유튜버인 김지우(2009년 9월 28일 ~ )와 김서준(2012년 3월 6일 ~ )가 운영하는 유튜브 채널이다.

## 콘텐츠
가족, 어린이 콘텐츠를 다루는 일상채널인 제이제이패밀리와 아동특화 콘텐츠인 제이제이튜브를 운영하고 있으며, 2020년 파워유튜버 아동소득 순위 10권에 올라와 있으며, 그외에도 각종 오프라인 활동도 활발히 진행하였다.

## 홍보대사
- 2020년 - AXA손해보험 어린이교통안전 캠페인 홍보대사[2]